# Свидетельство о рождении

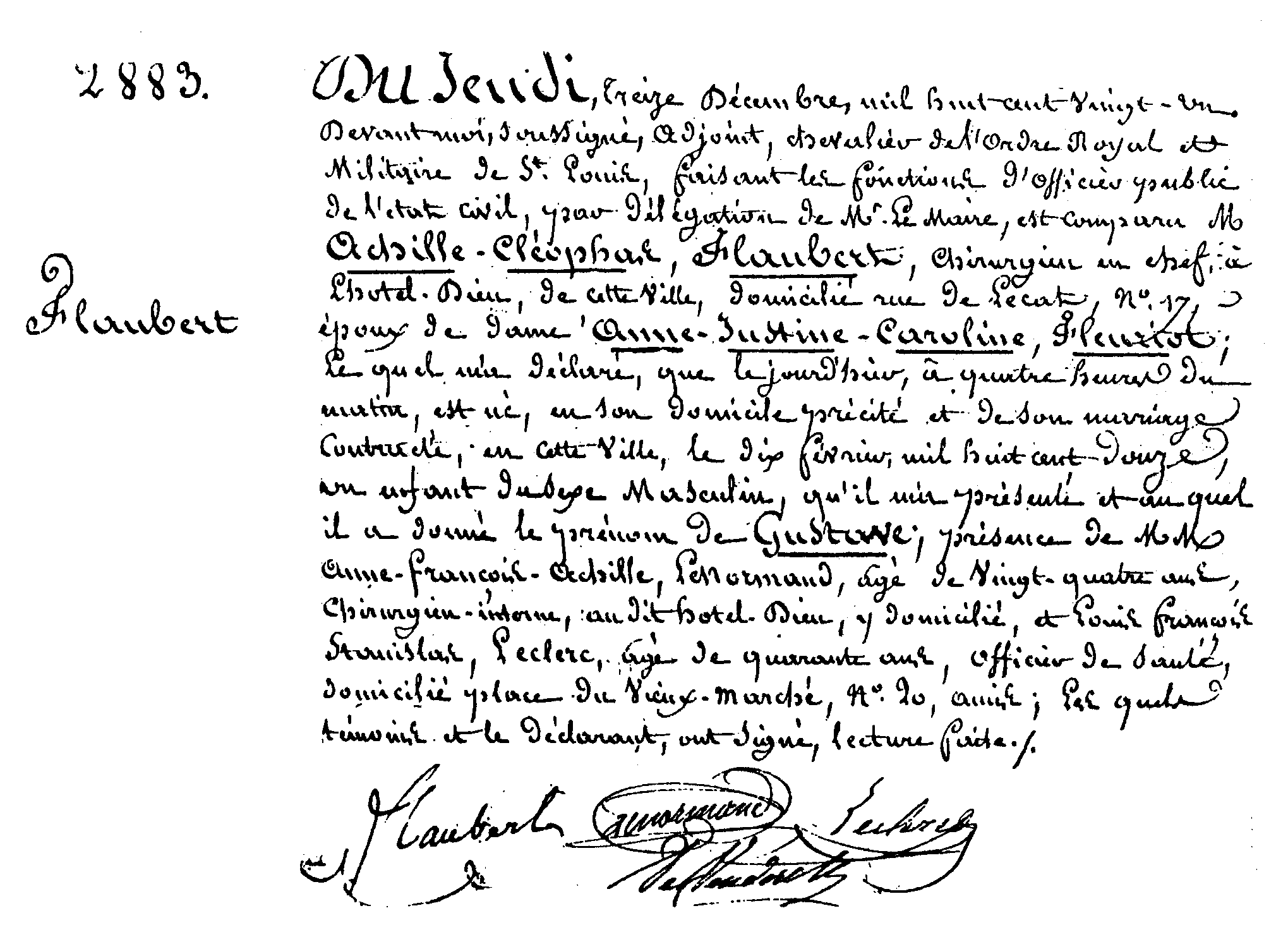
Рукописное свидетельство о рождении Гюстава Флобера (1821)

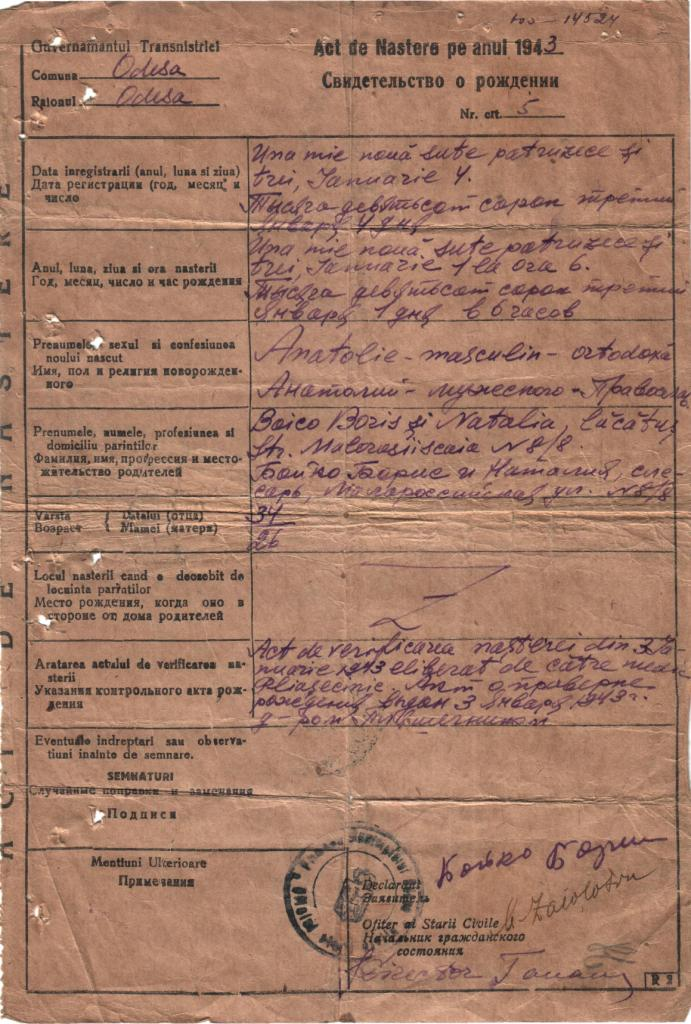
Свидетельство о рождении, выданное в оккупированной Румынией Одессе, 1943

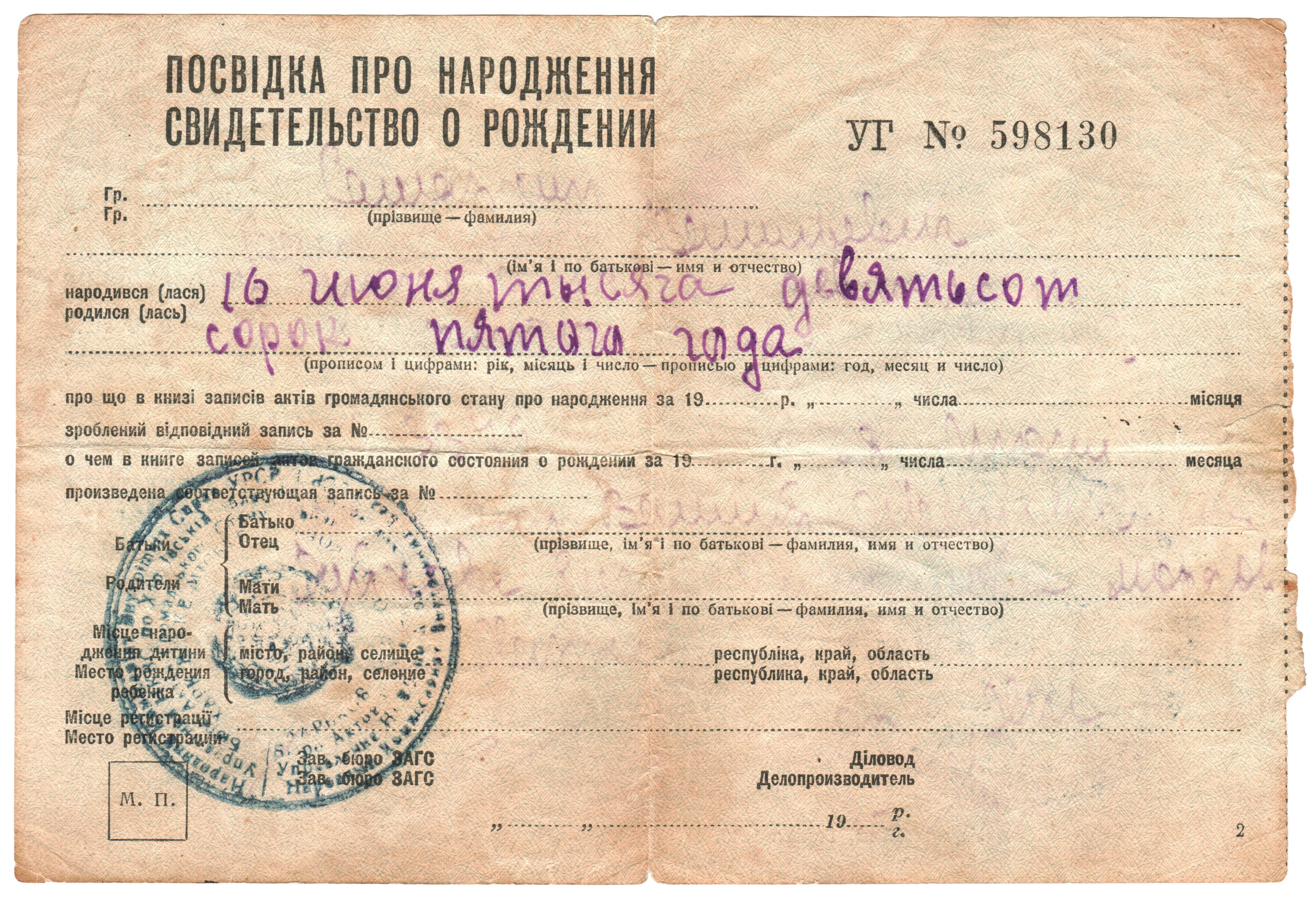
Свидетельство о рождении в Союзе ССР (Украинская ССР, 1945 год), на украинском и русском языках.

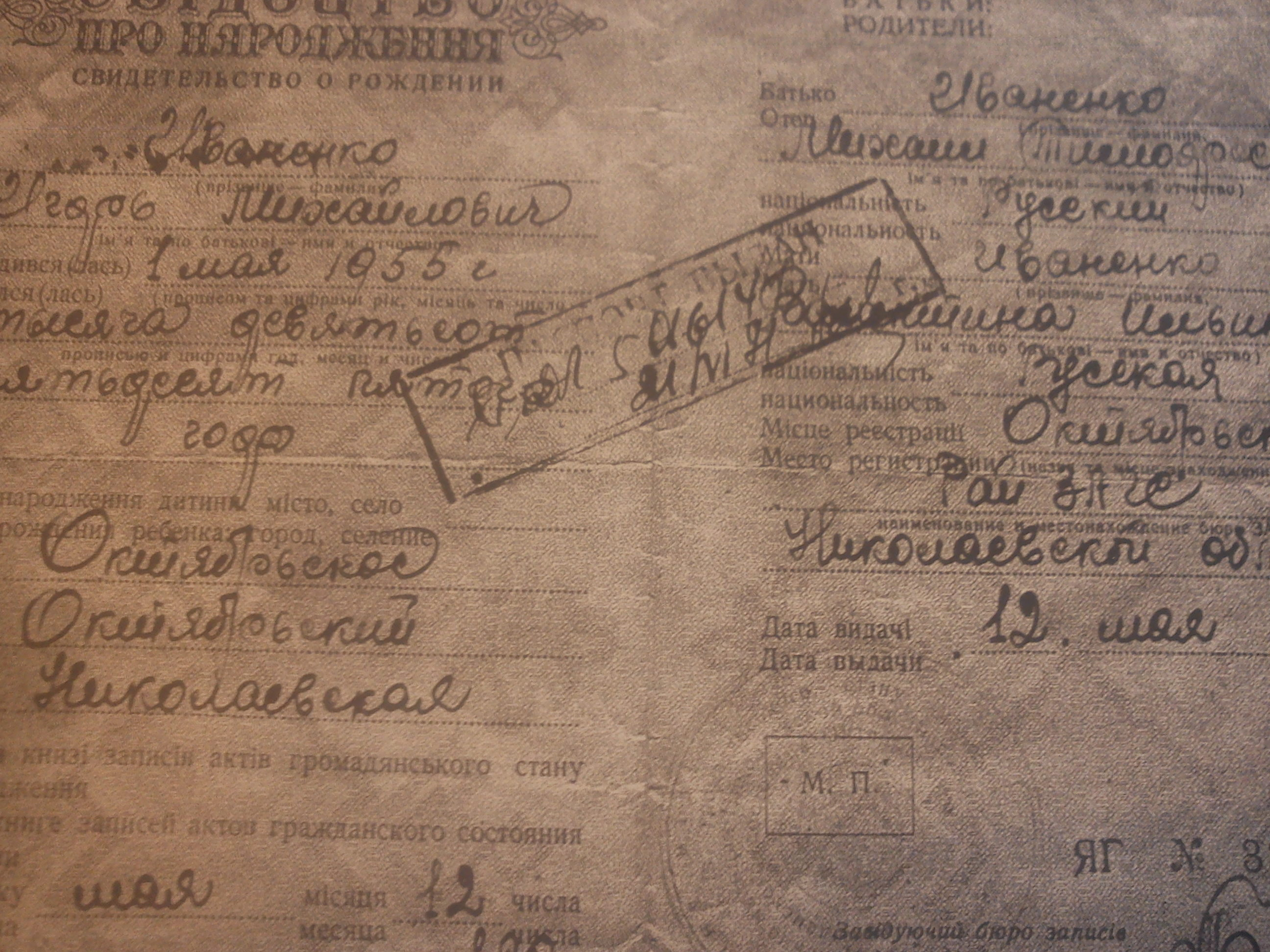
Советское свидетельство о рождении 1955 года с указанием национальности обоих родителей, на украинском и русском языках.

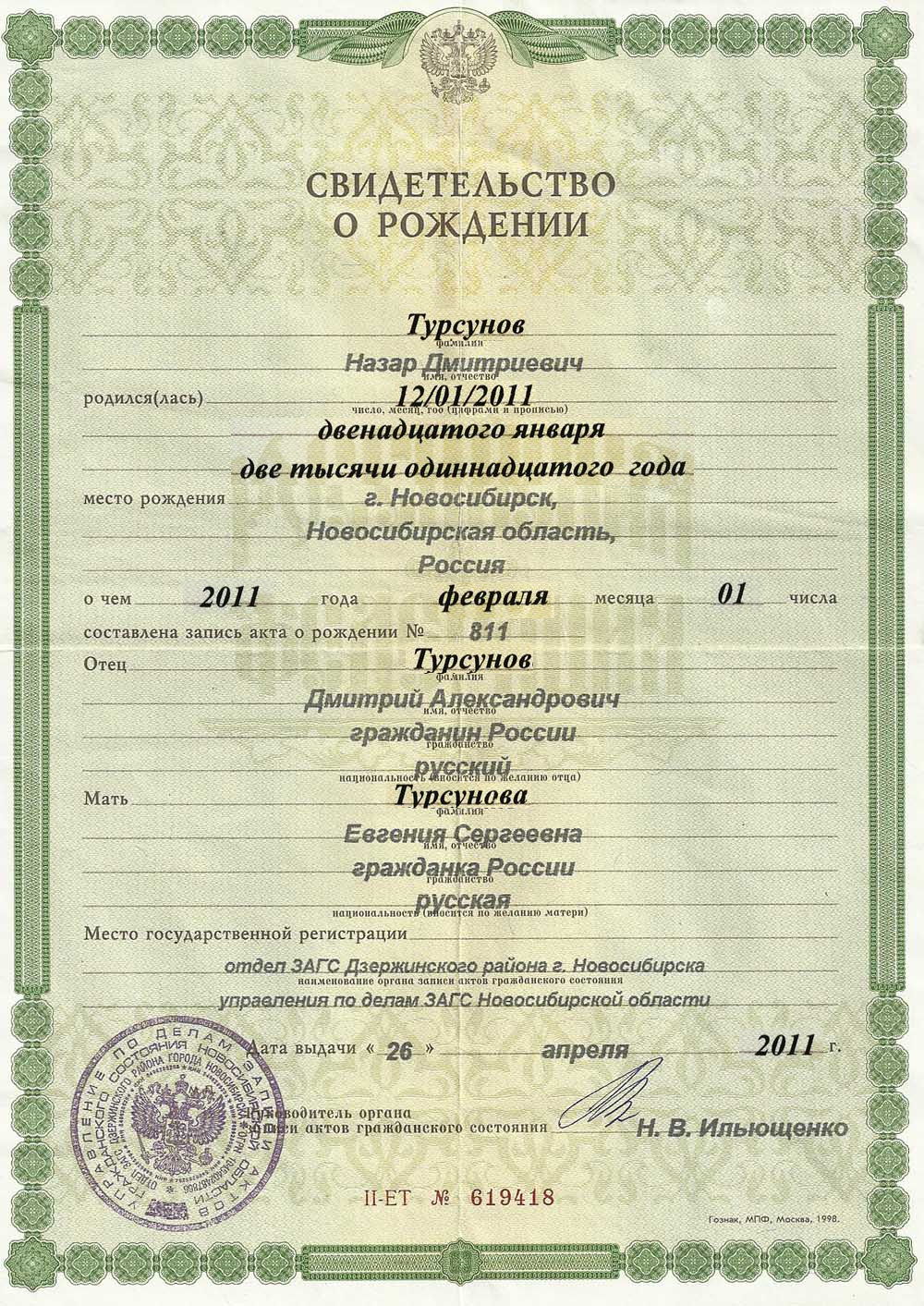
Свидетельство о рождении в Российской Федерации — России, апрель 2011 года.

Свиде́тельство о рожде́нии — свидетельство о государственной регистрации акта гражданского состояния
В этом документе содержится информация об имени, дате рождения, а также именах родителей. Как правило, свидетельство о рождении является основным и единственным документом до момента достижения возраста, когда выдаётся общегражданский паспорт (в Российской Федерации — 14 лет). Ранее в России имперского периода подобный документ назывался метрическим свидетельством о времени рождения и крещения.

## Свидетельство о рождении в России
В Русском царстве и России имперского периода для учёта всех родившихся детей производились записи в церковно-приходские книги, находившиеся в храмах прихода, где жили их родители. Позже после Московского церковного собора 1666 — 1667 годов в приходах (причтах) были введены метрические книги, в которых делалась отметка о рождении и выдавалась по желанию соответствующая справка родителям ребёнка. Выдававшаяся справка называлась выписью из метрической книги, позже — метрическим удостоверением или метрикой, официально — Метрическое свидетельство.
В метрических книгах форма записи о рождении несколько раз менялась, окончательно была утверждена в 1838 году, включала следующие сведения о каждом новорождённом подданном:
- номер (№) записи (раздельно для мужского и женского пола);
- полная дата рождения и крещения ребенка;
- имя с указанием дня Святого (метрики конца XIX века — начала XX века);
- место жительства, сословие (если это крепостной, то владельческая принадлежность, например, какому помещику принадлежали), род деятельности, фамилия, имя, отчество отца ребенка и имя и отчество матери с указанием на законность брака и вероисповедание;
- место жительства, социальная принадлежность восприемников, их фамилии, имена и отчества;
- имя священника, совершившего таинство;
- подписи свидетелей (по желанию).

В Советской России церковь была отстранена от обязанности по ведению записей рождения и смерти граждан. В соответствии с декретом ВЦИК и СНК «О гражданском браке, о детях и о ведении книг актов состояния» от 18 декабря 1917 года эту функцию полностью взяло на себя государство, свидетельство о рождении ребёнка выдавалось Отделом актов гражданского состояния Народного комиссариата внутренних дел РСФСР, а позже — СССР.
Постановлением СНК СССР «Об утверждении формы свидетельства о рождении» от 2 ноября 1935 года № 2440 утверждена единая форма свидетельств о рождении и введена обязательная их выдача органами власти на местах. Свидетельство о рождении в Союзе ССР являлось основным документом, определяющим возраст. Данный документ предоставлялся:
- а) при поступлении в школу и высшее учебное заведение;
- б) при поступлении в Красную армию;
- в) при получении паспорта;
- г) во всех остальных случаях, требующих определения возраста.

Постановлением СНК РСФСР «О мероприятиях по упорядочению регистрации актов гражданского состояния» от 8 января 1946 года утверждены единые формы свидетельства о браке, о регистрации рождений и смерти. Бланки свидетельств печатались на гербовой бумаге, введены в действие с 1 мая 1946 года.

### Описание
Ранее свидетельство представляло собой книжку небольшого формата в переплёте, затем — лист размером 181 на 252 мм, в настоящее время это лист стандартного размера А4 210 на 297 мм, снабженный водяными знаками. Свидетельство имеет серию и номер. Строки в бланке свидетельства представляют собой не прямую линию, а микротекст "о рождении" без пробелов, заглавными буквами.
Бланк вкладыша изготавливается на русском языке. В случае установления республикой — субъектом Российской Федерации — России своего государственного языка бланк вкладыша может изготавливаться на русском языке и на государственном языке республики по образцу, утверждённому МВД России.

### Заполнение
Свидетельство о рождении может заполняться как рукописным способом, так и с использованием технических средств (пишущих машин, компьютеров). Если заполнение бланка осуществляется рукописным способом, то все записи производятся разборчивым почерком чернилами или пастой синего либо чёрного цвета. В случае применения компьютера либо пишущей машинки краситель должен быть чёрного цвета. Качество пасты, чернил, красителя, используемых при заполнении документов, должно обеспечивать сохранность текста документов в течение установленного срока их хранения. При заполнении свидетельства о рождении не допускается наличие в нём исправлений, помарок и подчисток, сокращений.
Свидетельство о рождении подписывается руководителем органа записи актов гражданского состояния (ЗАГС) или иного государственного органа, выдавшего свидетельство (например, посольства, консульства и так далее). Подпись руководителя ЗАГСа должна иметь расшифровку (инициалы, фамилия) и скрепляется гербовой печатью.
В настоящее время информация о национальности родителей вносится в свидетельство по желанию. По умолчанию в данной графе ставится прочерк.
При оформлении гражданства выдавался специальный вкладыш к свидетельству о рождении. На самом свидетельстве ставилась отметка.
6 февраля 2007 года вкладыши о гражданстве были отменены, на обратной стороне Свидетельства стали ставить штамп о гражданстве ребёнка. Это правило касается новорождённых или тех, кто меняет или восстанавливает документы.
Старые вкладыши действительны по достижении ребёнком 14 лет, менять их нет необходимости.

### Порядок получения
Свидетельство о рождении ребёнка могут получить родители (за исключением лишённых родительских прав), сам ребёнок, достигший совершеннолетия, опекун или попечитель. Выдача документа производится в отделениях ЗАГС.
При утрате свидетельство выдаётся в ЗАГСе по месту его первоначального получения на основании письменного заявления.

## Бытовое название
В быту, и особенно старых литературных источниках, свидетельство о рождении часто называют метрикой. Данное слово предположительно заимствовано в эпоху Петра I из пол. metryka, которое восходит к лат. matricula — «матрикула, официальный перечень, список, ведомость».